# Bordfunkerabzeichen

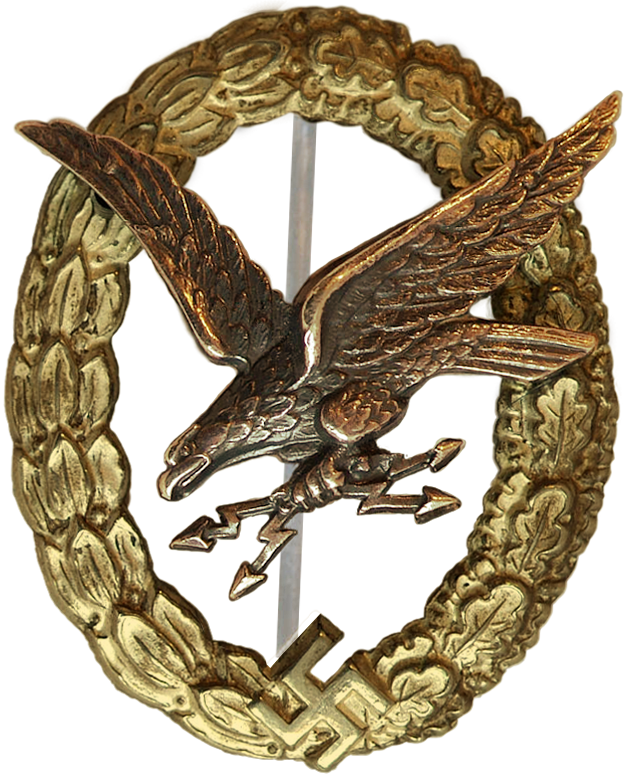
Bordfunkerabzeichen

Das Bordfunkerabzeichen war ein Abzeichen der Luftwaffe der deutschen Wehrmacht, das durch den Oberbefehlshaber der Luftwaffe, Hermann Göring, gestiftet wurde.
Das Abzeichen wurde nach dem erfolgreichen Abschluss der Ausbildung zum Bordfunker und dem Erwerb des Bordfunkerscheins an einer „Blindflugschule“ bzw. ab Oktober 1943 an einer „Flugzeugführerschule B“ vergeben. Es wurde als Ausbildungsbestätigung an alle Bordfunker verliehen und ist somit keine Auszeichnung für militärische Leistungen.
Das Abzeichen konnte auch an Personen vergeben werden, die vor Erlass zum Bordfunker ausgebildet wurden, wenn sie als Bordfunker in der Luftwaffe dienten, außerdem nach dem „Anschluss“ Österreichs 1938 ebenfalls an Angehörige der österreichischen Luftwaffe, die in die deutsche Luftwaffe übernommen wurden.
Laut Gesetz über Titel, Orden und Ehrenzeichen vom 26. Juli 1957 ist das Tragen des Abzeichens in der Bundesrepublik Deutschland nur ohne nationalsozialistische Embleme gestattet.